# Bisbat de Teotihuacan
El bisbat de Teotihuacan (castellà:  Diócesis de Teotihuacan, llatí: Dioecesis Teotihuacana) és una seu de l'Església Catòlica a Mèxic, sufragània de l'arquebisbat de Tlalnepantla. Pertany a la regió eclesiàstica Metro-Circundante. L'any 2014 tenia 807.000 batejats, sigui 90% sobre una població de 897.000 habitants.
La diòcesi va ser erigida el 3 de desembre de 2008, per la butlla Mexicanorum fidelium del papa Benet XVI, prenent el territori del bisbat de Texcoco. D'aleshores ençà el bisbe és Francisco Escobar Galicia.

## Territori
La diòcesi comprèn els següents municipis de la part nord-oriental de l'estat mexicà de Mèxic: Tecamac, Acolman, Teotihuacan, Axapusco, Nopaltepec, Otumba, San Martín de las Pirámides i Temascalapa.
La seu episcopal és la ciutat de Teotihuacan, on es troba la catedral de Sant Joan Baptista. El territori s'estén sobre 1.061  km², i està dividit en 24 parròquies.
| any  | població | població | població | sacerdots | sacerdots       | sacerdots       | sacerdots             | diaques | religiosos | religiosos | parròquies |
| ---- | -------- | -------- | -------- | --------- | --------------- | --------------- | --------------------- | ------- | ---------- | ---------- | ---------- |
| any  | batejats | total    | %        | total     | clergat secular | clergat regular | batejats por sacerdot | diaques | homes      | dones      |            |
| 2008 | 779.000  | 866.282  | 89,9     | 53        | 53              | ?               | 14.698                | ?       | ?          | 72         | 33         |
| 2010 | 779.000  | 866.282  | 89,9     | 55        | 53              | 2               | 14.163                | 11      | 2          | 104        | 25         |
| 2014 | 807.000  | 897.000  | 90,0     | 61        | 61              |                 | 13.229                | 11      |            | 95         | 24         |